# Вулиця Цегляні виїмки
Вулиця Цегляні виїмки  — вулиця в Південному адміністративному окрузі Москви на території району «Чертаново-Південне». Починається від Варшавським шосе, тягнеться на південний схід і закінчується переходом у Дорожню вулицю.

## Історія
Вулиця отримала назву у 1960 році. Поруч з вулицею з 1900 року був розташований цегляний завод А.П. Верховського. Припускають, що для нього поруч добували (виймали глину).

## Транспорт

### Найближчі станції метро
- Анніно (станція метро)
- Вулиця Академіка Янгеля (станція метро)